# Owczarki (Grudziądz)
Owczarki (hist. Owczarka, Wosarki, niem. Wossarken) – dzielnica Grudziądza, położona w północno-wschodniej części miasta.

## Położenie
Dzielnica od zachodu graniczy z dzielnicą Tarpno i wsią Świerkocin, zaś od wschodu ze wsią Kłódka. Przez Owczarki przepływa kanał Trynka, który wpływa do Jeziora Tarpno.

## Podział administracyjny
Dzielnica Owczarki administracyjnie dzieli się na trzy osiedla:
- Osiedle Owczarki
- Osiedle Szczęśliwe
- Owczarki Wschodnie

## Historia
Pierwsze osadnictwo w Owczarkach datowane jest na ok. 1200 rok p.n.e., gdzie zostały odkryte groby szkieletowe.  
Niegdyś osada położona w pobliżu rzeki Osy, powstała na początku XVII wieku. Pierwsza wzmianka o Owczarkach notowana jest w „Inwentarzu Starostwa Grudziądzkiego” z 1603 roku, gdzie jest mowa o zasiedleniu tejże miejscowości przez menonitów za zgodą starosty gnieźnieńskiego Jana Zborowskiego na ziemie „łężne, ale nie prawie dobre”. W 1618 starosta grudziądzki Jakub Szczepański nadał w dzierżawę menonitom 15 włók wsi wraz z torfowiskiem pod Kłódką na 40 lat. Lustracja z 1664 roku donosi, że po wojnie szwedzkiej większość mieszkańców opuściła Owczarki.
W 1739 roku miejscowość należała do starostwa. W 1765 roku wieś posiadała już 20 włók, użytkowane przez 14 gburów. Po objęciu terenu przez zabór pruski, w 1791 roku została podjęta decyzja o przedłużeniu dzierżawy sołtysowi Piotrowi Marsanowi i 14 innym włościanom na dalsze 40 lat, za roczny czynsz w wysokości 144 talarów. W XIX wieku do Owczarek przyłączono część obszaru sąsiedniego Stanisławowa. W 1832 roku mieszkańcy Owczarek otrzymali swoje działki na własność w zamian za czynsz w wysokości 173 talarów. W 1868 roku we wsi istniało 58 budynków, w tym 32 mieszkalnych z 264 mieszkańcami. Obszar Owczarek wynosił wtedy 2095,5 mórg.
W 1910 roku liczba ludności zwiększyła się do 435 osób. W 1931 roku w Owczarkach zamieszkiwało już 577 osób na obszarze 534,2 ha. Miejscowość należała do wójtostwa Nowa Wieś. Na miejscu istniała szkoła i poczta. W ostatnich latach swojego życia mieszkał tutaj i zmarł w 1935 roku Wiktor Kulerski. W 1944 roku wieś miała powierzchnię 603 ha i liczyła 397 mieszkańców. Na przełomie lutego i marca 1945 roku znajdował się tu punkt zbiorczy, uwięzionych przez NKWD mieszkańców okolic Grudziądza, skąd wysłano ich do robót w ZSRR. 22 lipca 1972 roku została otwarta Szkoła Podstawowa nr 4. 2 lipca 1976 roku Owczarki zostały włączone w granice administracyjne miasta.

## Transport

### Transport drogowy
Przez dzielnicę przebiega droga krajowa nr 16, łącząca województwo kujawsko-pomorskie z województwem warmińsko-mazurskim.

### Transport kolejowy
Na terenie dzielnicy znajduje się zbudowana w 1883 roku stacja kolejowa Grudziądz Owczarki, przez którą przebiega linia kolejowa nr 207. Do 2013 roku na stacji zatrzymywały się pociągi osobowe przewoźnika Arriva obsługujące relacje Grudziądz-Malbork-Grudziądz i Toruń Główny-Malbork-Toruń Główny (przez Grudziądz). Po przejęciu przez Przewozy Regionalne (POLREGIO) obsługiwane są przewozy na trasie Grudziądz-Malbork-Grudziądz. W latach 2008–2023 zrezygnowano z zatrzymywania się na tej stacji z powodów czasowych i ekonomicznych. Od 2023 ponownie pociągi pasażerskie zatrzymują się na tej stacji.

### Komunikacja miejska i gminna
Dojazd autobusami komunikacji miejskiej linią 3. Przy ulicy Dębowej zlokalizowane są dwie pętle autobusowe (przy dworcu PKP Owczarki): pętla "Dębowa/Dworzec" i 2 kilometry dalej pętla "Dębowa", gdzie bieg kończy i zaczyna linia 3. Przez ulicę Kwidzyńską kursuje Gminna Komunikacja Autobusowa linie G5, G6, G10. 

## Ważniejsze obiekty
- Kościół Najświętszej Maryi Panny Wspomożenia Wiernych
- Szkoła Podstawowa Nr 4  im. Zbigniewa Kruszelnickiego ps. "Wilk"
- Park dworski majątku Owczarki
- Stacja kolejowa Grudziądz Owczarki
- Rzeka Osa i kanał Trynka
- Supermarket Biedronka
- Restauracja "McDonalds's"
- Supermarket Lidl (w budowie)